# Warwara Chanenko

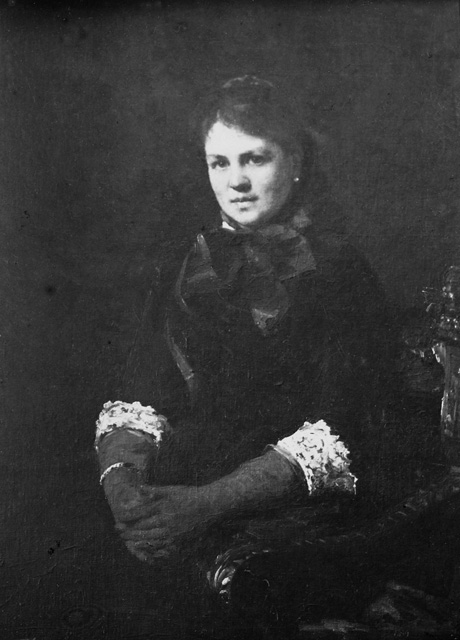
Warwara Chanenko

Warwara Nikoliwna Chanenko (ukrainisch Варвара Ніколівна Ханенко, * 21. August 1852 in Hluchiw, Gouvernement Tschernigow; † 7. Mai 1922 in Kiew) war eine ukrainische Kunstsammlerin und Philanthropin.

## Biografie
Sie war die Tochter des Gutsbesitzers und Philanthropen Mykola Tereschtschenko. Sie wurde zu Hause unterrichtet. 1874 heiratete sie Bohdan Chanenko. Die Chanenkos besuchten regelmäßig Antiquitätenläden und kauften Gemälde westlicher Schulen.
Warwara eröffnete auf ihren eigenen Ländereien in Rajhorod (Rajon Tscherkassy) und Oleniwka (Rajon Fastiw) eine zweiklassige Schule und eine Landwirtschaftsschule. Beide Einrichtungen vermittelten den Bauernkindern und später auch den Erwachsenen, für die Abendkurse angeboten wurden, Lesen und Schreiben, Betriebsführung und Agronomie. Seit 1904 gab es an der Landwirtschaftsschule auch Handwerkswerkstätten. Warwara eröffnete in London ein Geschäft, um volkstümliche handwerkliche Produkte zu verkaufen, von denen ihre Angestellten profitieren konnten. 1912 begann die Werkstatt in Oleniwka mit dem Künstler Wassyl Krytschewski zusammenzuarbeiten. Nach seinen Skizzen gefertigte Teppiche wurden auf einer Ausstellung in Sankt Petersburg ausgestellt, wo sie mit einer Goldmedaille ausgezeichnet wurden. Anschließend wurden sie von Sammlern aus Europa und Amerika aufgekauft. Insgesamt wurden mit Warwaras Unterstützung sechs ähnliche Handwerkswerkstätten in der Region Kiew gegründet. Außerdem wurden mit ihrem Geld ein Waisenhaus unterhalten, Straßen gepflastert und eine Wasserversorgung installiert.
Ende des 19. Jahrhunderts ließen die Chanenkos in der Tereschtschenkiwskastraße in Kiew ein Gebäude im Stil eines italienischen Palazzo errichten, das als Kunstgalerie geplant und konzipiert wurde. Die Chanenkos finanzierten die archäologischen Forschungen Wikentij Chwoikas und veröffentlichten zweimal den mehrbändigen Katalog „Altertümer der Dneprregion.“ Zusammen mit anderen Förderern gründete das Paar das Kiewer Museum für Kunst, Industrie und Wissenschaft, den Vorgänger des Nationalen Kunstmuseums der Ukraine. Zur Eröffnung im Jahr 1904 spendeten sie über 3000 archäologische Funde aus ihrer eigenen Sammlung. Außerdem spendeten sie Teppiche, bestickte Hemden, Gewänder, geblasenes Glas und Keramik an das Nationale Museum der ukrainischen dekorativen Volkskunst.
Zu Beginn des Ersten Weltkriegs schickten die Chanenkos einen Teil ihrer Sammlung zum Moskauer Historischen Museum. Die Sammlung wurde sechs Jahre später nach Kiew zurückgebracht. Etwa 30 Gemälde verschwanden in Russland spurlos. 1916 vermachte Bohdan die Familiensammlung samt Gebäuden testamentarisch seiner Frau, damit diese die Sammlung ordnen, ein Volkskundemuseum errichten und der Hauptstadt schenken konnte, mit der Bedingung, dass der Name der Chanenkos im Museumsnamen erhalten bleiben muss. Während es Versuche gab, Kiew einzunehmen, boten die Deutschen, die Pawlo Skoropadskyj unterstützten, Warwara an, sie und ihre gesamte Sammlung mit einem Sonderzug nach Deutschland zu bringen. Sie lehnte ab, da sie wollte, dass das Chanenko Museum in der ukrainischen Hauptstadt untergebracht wird.
1919 eroberten die Bolschewiki Kiew. Warwara wurde es verboten, die Säle des Museums zu betreten, um das proletarische Volk nicht bei der Besichtigung der Gemälde zu stören. Einer urbanen Legende zufolge lieh sich Warwara nachts die Schlüssel und spazierte mit ihrem Hund im Arm um ihre Schätze herum. Bis zu ihrem Lebensende leitete sie die Komiteesitzungen, suchte und kaufte neue Werke und pflegte ihr Museum. Nach ihrem Tod brachen die Bolschewiki das Testament ihres Mannes. Die Namen der Chanenkos wurden „wegen fehlender revolutionärer Verdienste vor dem Proletariat“ aus dem Namen der Institution entfernt. 1998 wurde die Einrichtung nach der Restaurierung wiedereröffnet und erneut nach Bohdan und Warwara benannt.